# 傅德蘭
傅德蘭（挪威語：Kristoffer Fotland，1905年3月10日—2006年8月7日），是一位挪威籍的醫生與傳教士，他的專長是在小兒麻痺治療。
他曾在中國大陸與台灣行醫多年，是屏東基督教醫院的創辦人之一，獲得第七屆中華民國醫療奉獻獎，1975年獲得挪威國王頒發最高等的「騎士聖奧拉夫勳章」，1968年獲蔣介石接見，獲得「發揚服務精神」獎牌。
他的次子傅吉安（Geir Fotland ），常年定居在台灣，曾是挪威新聞駐台灣的記者；孫子傅龍（Lars Fotland）曾在成功大學就讀並學習中文。

## 簡歷
傅德蘭於1905年生於挪威的蒂默。1932年，在奥斯陆大学醫學院獲得學位後，曾在烏勒沃奧斯陸大學醫院與挪威國立醫院服務。

### 中國大陸行醫
1935年9月16日，挪威協力差會派傅德蘭至中國大陸傳教行醫，接替於1926年在當地病故的韓士壇（Uristaan Hannestad）醫師，在張家口西豁子重新開設了「Edvard Gervard紀念醫院」（中文名為博愛醫院）。
1937年，中日戰爭爆發，察哈爾省被日本佔領，其後成為蒙疆聯合自治政府的一部分。在當地的日軍曾一度將各教派的宣教士一併關押在博愛醫院，但傅德蘭仍持續為病人治療，終至自身感染傷寒一度命危。
第二次世界大戰結束後，傅德蘭於1946年返回挪威，但不久中國再爆發第二次國共內戰，而傅德蘭仍再赴中國行醫；1948年，剛結婚3天的傅德蘭與妻子自挪威乘船，1949年抵達香港時，得知中共已經控制察哈爾省，並關閉所有宣教所時，傅德蘭轉往雲南繼續工作；然而盧漢投共，傅德蘭夫婦被中共驅逐出境。此後，傅德蘭轉往台灣。

### 台灣行醫至晚年
抵達台灣後，他先在馬偕醫院服務，在當時台灣北部的台灣原住民部落進行巡迴義診。7年後的1956年，美國行道會白信德醫師（Signe Berg，1909-1979）捐贈在屏東的「畢士大診所」給傅德蘭與畢嘉士（Olav Bjorgaas, 1926–2019）醫師接手，並改名為「基督教診所」，即為日後的屏東基督教醫院前身。1957年，他又和畢嘉士深入南台灣偏遠山區，如霧台、好茶村、牡丹村做免費醫療；1960年，他也曾至南投埔里基督教醫院協助。在台期間他更曾巡迴全台各地行診，甚至包括金門。
1970年，他年滿65歲退休回挪威，但之後又曾在1974與1979年兩次自費返台傳教。
2005年，他成為挪威醫學會年紀最大的成員，2006年，在老家過世。

## 相關著作
- Harald Stene Dehlin. . Luther. 1980. ISBN 978-82-531-3239-6.

### 書籍
- 民生報; 厚生基金會; China (Republic : 1949- ). 衛生署. . 行政院衛生署. 2000. ISBN 978-957-02-5891-2.